# LTSP

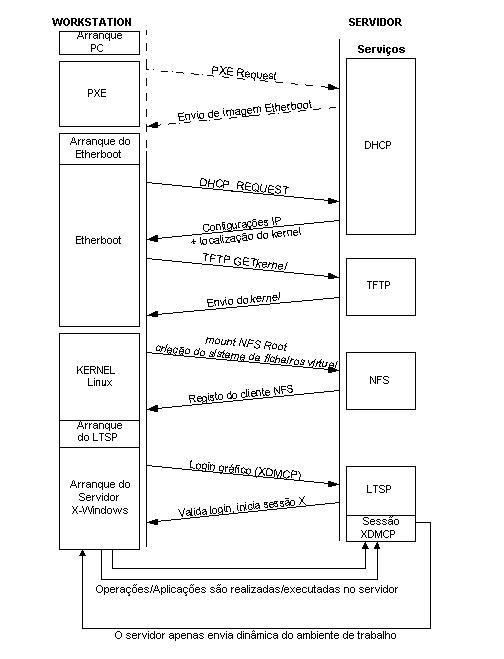
Diagrama temporal de arranque remoto del LTSP.

Linux Terminal Server Project o LTSP son un conjunto de aplicaciones servidores que proporcionan la capacidad de ejecutar Linux en computadores de pocas prestaciones de velocidad o de bajo costo, permitiendo reutilizar equipos que actualmente resultan obsoletos debido a los altos requisitos que piden los sistemas operativos. LTSP se distribuye bajo licencia GNU GPL de software libre. La última versión estable es la 5.0 (10 de marzo del 2007).
El sistema de funcionamiento del LTSP consiste en repartir por medio de la red el núcleo Linux que es ejecutado por los clientes y que posteriormente ejecutaran secuencias de scripts típicos de una mini distribución. Los clientes podrán acceder a las aplicaciones por medio de una consola textual o por un servidor gráfico que se comparte utilizando el protocolo XDMCP.
Actualmente uno de los campos donde se utiliza bastante LTSP es en la educación, debido a su bajo costo de implantación que suele tener.
LTSP ha servido de base para varias Distribuciones Linux, la más destacada es K12LTSP (basada en Fedora Core), también se encuentran Deworks, Edubuntu, Skolelinux y Trisquel GNU/Linux en su versión para educación.
Actualmente, la compatibilidad de este servidor de terminales se ha extendido a todas las plataformas Linux de uso común, y su rendimiento y capacidad ha mejorado con la última versión.
Otro uso, aunque con mayor complejidad de implantación, es para el manejo y gestión de estaciones de trabajo de ofimática para empresas u otras aplicaciones que no se basen en artes gráficas o cualquier aplicación que requiera alto rendimiento gráfico.

## Proceso de carga del LTSP
En el servidor LTSP, un ambiente chroot es iniciado con un sistema operativo Linux y un ambiente X mínimos.
Cuando un cliente es cargado desde un dispositivo de arranque local (como un disco duro, CD-ROM o disco USB), se carga un pequeño núcleo Linux desde ese dispositivo que inicializa el sistema y todos los periféricos que reconozca. Cuando está configurado para network booting (carga por red), con los mecanismos Etherboot, Preboot Execution Environment (PXE) o NetBoot, el cliente primero solicita su propia dirección IP y la dirección IP para el servidor LTSP por medio de DHCP y carga el núcleo Linux de una imagen Linux preconfigurada en el servidor LTSP vía el servicio Trivial File Transfer Protocol (TFTP) que funciona en el servidor LTSP.
Durante este proceso el cliente hace una (nueva) solicitud DHCP para la dirección IP del servidor LTSP y la ruta a su ambiente chroot. Cuando esta información es recuperada, el cliente monta la ruta en su sistema de archivos raíz vía el servicio Network File System (NFS) que corre en el servidor LTSP.
El cliente carga Linux del sistema de ficheros raíz montado NFS y finalmente inicia el sistema de ventanas X. El cliente se conecta con el manejador de login XDMCP en el servidor LTSP.
En caso del nuevo setup del MueKow (LTSP 5), el cliente primero construye un túnel SSH hacia el ambiente X del servidor LTSP, a través del cual iniciará al manejador de login del LDM (en el servidor LTSP).
Desde este punto adelante, todos los programas son iniciados en el servidor LTSP, pero mostrados en la pantalla del cliente y operados desde el cliente.

### Diferencias entre el LTSP 4 y 5
Las diferencias entre LTSP 4 y 5 se pueden concretar en la siguiente tabla:
| Propósito                       | LTSP 4       | LTSP 5 (MueKow)            |
| ------------------------------- | ------------ | -------------------------- |
| GUI Export                      | XDMCP        | ssh -X                     |
| Login remoto/ X display manager | KDM/GDM      | LTSP Display Manager (LDM) |
| Método de distribución          | LTSP tarball | Distribución nativa        |
| Servidor de autentificación     | XDMCP server | SSH server                 |

## Despliegue masivo con MILLE-Xterm
El Proyecto MILLE es financiado por las agencias públicas y los distritos escolares canadienses en la provincia de Quebec. MILLE significa Modèle d'Infrastructure Logiciel Libre en Éducation (Modelo de infraestructura libre para la educación) y apunta a las instituciones educativas. Está compuesto de cuatro subproyectos: un portal (basado en uportal), un stack middleware de fuente abierta, un CD con software libre para Windows/Mac, y finalmente, MILLE-XTERM. El núcleo base de MILLE-XTERM es el LTSP. El MILLE-XTERM proporciona una infraestructura escalable para el despliegue masivo del X-Terminal.